# Dave Stewart (tastierista)
Dave Stewart, all'anagrafe David Lloyd Stewart (Londra, 30 dicembre 1950), è un tastierista e compositore britannico, ha suonato con diverse band di rock progressivo che fanno parte della corrente musicale nota come scena di Canterbury, all'inizio degli anni ottanta ha fondato una casa discografica e ha formato un duo di art rock con la cantante Barbara Gaskin.
I gruppi più importanti in cui ha suonato sono stati gli Hatfield and the North, i National Health e la band del batterista Bill Bruford. Ha inoltre partecipato ad album solisti di diversi altri musicisti.

## Biografia

### Uriel
A 14 anni entra nella prima band di rock dove suona la chitarra, e continua a suonare tale strumento anche in altri gruppi amatoriali. Nel 1967 passa a suonare l′organo dopo aver conosciuto il compagno di scuola Steve Hillage, chitarrista con cui forma gli Uriel. Della formazione fanno parte anche un altro compagno di scuola, il bassista Mont Campbell, e il batterista Clive Brooks. Il suo stile in questo periodo è influenzato da Keith Emerson dei Nice, ed è così che grazie al suo contributo il sound marcatamente blues degli Uriel subisce contaminazioni classiche. Quando Hillage nel 1968 se ne va, la band continua come trio e prende il nome Egg. In questo periodo gli Uriel, sotto contratto come Egg, si riformano assieme a Hillage col nome clandestino di Arzachel, e pubblicano il loro unico album Arzachel.

### Egg e Khan
Con Campbell che acquisisce esperienza come compositore gli Egg abbandonano gradualmente le reinterpretazioni per suonare musica propria. L′album d′esordio è l′eponimo Egg del 1970, cui fa seguito nello stesso anno The Polite Force, entrambi pubblicati dalla Deram. I primi brani composti da Stewart sono quelli che scrive nel 1971 per The Ottawa Music Company, una sorta di orchestra rock di cui fan parte musicisti degli Egg, dei Khan e di altri gruppi, formata con il suo coinquilino Chris Cutler, che in seguito farà parte degli Henry Cow. The Ottawa Music Company, oltre a suonare alcuni brani scritti dai suoi componenti, esegue anche cover di Robert Wyatt e Frank Zappa, tiene qualche concerto ma non riesce a pubblicare alcun album.
Intanto gli Egg continuano fino al 1972, quando Campbell lascia il gruppo, e Stewart appare dapprima come ospite nell'unico disco dei Khan di Hillage, Space Shanty, per poi unirsi alla band e cominciare una lunga tournée che si interrompe quando Hillage si unisce al gruppo di Kevin Ayers alla fine del 1972.

### Hatfield and the North
Nel febbraio del 1973 Stewart sostituisce David Sinclair nei neo-formati Hatfield and the North, giusto in tempo per prendere parte alle registrazioni del primo album Hatfield and the North. La formazione comprende Phil Miller (ex-Matching Mole), Richard Sinclair (ex-Caravan) e Pip Pyle (ex-Gong), più una serie di ospiti tra cui Wyatt e Jimmy Hastings. Il successo del primo disco spinge la Virgin Records a pubblicare anche il secondo lavoro, The Rotters' Club del 1975, ed il singolo Let's Eat (Real Soon) del 1974. Stewart compone molti dei brani degli Hatfield, con i quali compie diverse tournée.
È questo un periodo particolarmente intenso per Stewart, parallelamente ai suoi impegni con gli Hatfield, partecipa alla fine del 1973 a due concerti organizzati dal tastierista Alan Gowen, che arrangia le musiche per i due quartetti degli Hatfield e dei suoi Gilgamesh. Questo esperimento sarà alla base della fondazione dei National Health che avverrà in seguito. La Caroline Records, sussidiaria della Virgin, nel 1974 scrittura gli Egg, che per l′occasione si riuniscono, per la registrazione del nuovo album The Civil Surface. Sempre nel 1974 partecipa, sia come musicista che come compositore, all'album di esordio da solista di Hillage Fish Rising, che comprende materiale dei Khan non ancora pubblicato. Un'altra significativa apparizione di Stewart del 1974 è quella relativa al concerto di rientro sulle scene di Wyatt dopo il grave incidente che l′ha reso paraplegico, tenutosi a Londra, che verrà pubblicato nel 2005 con il titolo Theatre Royal Drury Lane 8th September 1974 e attribuito a Robert Wyatt and friends.
Verso la metà del 1975 gli Hatfield si sciolgono, in precedenza avevano tenuto diversi concerti assieme ai Gong, e Stewart si unisce agli stessi Gong per un breve tour, al termine del quale riprende la collaborazione con Gowen.

### National Health
Dopo aver partecipato alla produzione di un disco dei Gilgamesh, nel 1975 Stewart fonda assieme a Gowen i National Health, che prendono il nome dagli occhiali di Stewart. Ideato come grande gruppo con nove musicisti, in realtà cominciano in sette per poi diventare quattro. Di rilievo il simultaneo apporto delle due tastiere di Gowen e Stewart. Anche la musica subisce progressivi cambiamenti, dopo l′iniziale sound neoclassico molto complesso imposto dalle composizioni dell′ex Egg Campbell, che lascia il gruppo nel 1976, con frequenti improvvisazioni jazz dettate da Gowen, che se ne andrà agli inizi del 1977, prevale lo stile melodico di Stewart.
Oltre al suo impegno con i National Health, Stewart trova il tempo di suonare nel disco da solista Hoppertunity Box dell′ex Soft Machine Hugh Hopper.
Verso la metà del 1978 Stewart lascia il gruppo, dopo aver realizzato i due album National Health e Of Queues And Cures, in conflitto con altri membri sulle scelte musicali e deluso dallo scarso successo delle vendite. Entra quindi nella band dell′ex batterista dei King Crimson e degli stessi National Health Bill Bruford, al cui disco d′esordio come solista aveva partecipato pochi mesi prima. Continua anche a coltivare progetti propri che sfociano nei Rapid Eye Movement, una band composta da Stewart, Rick Biddulph bassista e voce, Pip Pyle alla batteria e Jakko Jakszyk alla chitarra e voce. Questo gruppo, attivo solo in alcuni tour tra il 1980 ed il 1981, è l′ultimo per cui suona Stewart, che dopo di allora comincia a coltivare progetti come solista.

### Solista ed in duo con Barbara Gaskin
La prima pubblicazione è una reinterpretazione strumentale di What Becomes of the Brokenhearted di Jimmy Ruffin, cui aggiunge la voce dell′ex Alan Parsons Project Colin Blunstone. Quest′esperienza gli garantisce l′appoggio della distribuzione della Rough Trade Records ed è così che crea la sua etichetta, la Broken Records. Il singolo riscuote successo nel Regno Unito raggiungendo il numero 13 delle classifiche di vendita.
Per i successivi lavori forma un duo con la cantante ed amica Barbara Gaskin, una delle coriste "Northettes" degli Hatfield, con la quale aveva già lavorato nella Ottawa Music Company. Il loro singolo di esordio del 1981, una reinterpretazione arrangiata da Dave e cantata dalla Gaskin di It's My Party di Lesley Gore, ottiene un successo clamoroso, balzando in testa alle classifiche di vendita in Inghilterra e Germania. Nello stesso periodo partecipa alla riunione dei disciolti National Health per commemorare lo scomparso Gowen, suonando in tre concerti e nell′album D.S. Al Coda.
I lavori per la registrazione del primo album con la Gaskin, Disappear, procedono a rilento, e quando viene approntato a metà del 1982, le case discografiche hanno perso interesse nel lavoro. L′album non viene pubblicato ed alcuni dei suoi brani vanno a comporre Up from the Dark nel 1985, assieme ad altri singoli usciti nel frattempo. La raccolta di singoli Broken Records - The Singles viene pubblicata nel 1987 in Giappone dalla Midi, che pubblica anche il successivo As Far as Dreams Can Go, un′edizione di Disappear con due nuove tracce e con Jimmy Hastings al sax. Nel 1989 esce The Big Idea e nel 1991 Spin, che viene pubblicizzato con una tournée in USA e una in Giappone.
Negli anni successivi l′attività del duo decresce e Dave si tiene impegnato in collaborazioni nei dischi di altri musicisti, tra i quali Jakko Jakszyk, Peter Blegvad, Pip Pyle e diversi album degli In-Cahoots di Phil Miller.
Nel marzo del 2009 esce il nuovo lavoro di Stewart-Gaskin, Green And Blue, in cui il duo spazia nel suo caratteristico stile tra diversi generi musicali, tra i brani una sola reinterpretazione, mentre tutti gli altri sono nuovi e scritti quasi per intero da Stewart. Le accoglienze della critica sono entusiastiche e segnalano analogie con la musica della scena di Canterbury degli anni settanta, rivisitata in chiave moderna.
Il duo ha compiuto alcune tournée con l'apporto di Andy Reynolds o Beren Matthews alla chitarra e di Gavin Harrison alla batteria. Nel 2018 pubblicano Star Clocks.

### Altri lavori
Oltre alle collaborazioni nei lavori di altri musicisti, nel corso della carriera Stewart ha composto musica per diversi programmi televisivi, come la sigla dello show The Old Grey Whistle Test della BBC, buona parte della colonna sonora della serie TV Lost Belongings ecc. Ha inoltre scritto alcuni libri propedeutici per la composizione musicale.

## Discografia

### Singolo
- 1981 What Becomes of the Broken Hearted (Broken Records 1) (con Colin Blunstone cantante)

### Con altre band e musicisti (album più importanti)
- 1969 Arzachel: Arzachel (Egg/Roulette) [CD: Drop Out nel 1994], registrato dagli Uriel con lo pseudonimo Arzachel, la riedizione del 2007 (CD Egg Archive) viene attribuita agli Uriel e contiene l'aggiunta di 6 brani inediti
- 1970 Egg: Egg (Nova/Deram) [CD: Deram/Eclectic nel 2004]
- 1971 Egg: The Polite Force (Deram) [CD: (Jap)/Eclectic nel 2004]
- 1972 Khan: Space Shanty (Deram) [CD: Mantra/Deram/Eclectic nel 2004], come ospite
- 1974 Egg: The Civil Surface (Caroline) [CD: Virgin nel 1990]
- 1974 Hatfield and the North: Hatfield and the North (Virgin) [CD nel 1987]
- 1975 Hatfield and the North: The Rotters' Club (Virgin) [CD nel 1987]
- 1976 Steve Hillage: Fish Rising (Virgin) [CD: Virgin nel 1987/2007]
- 1977 Hugh Hopper: Hoppertunity Box (Compendium) [CD: Culture Press nel 1996]
- 1978 National Health: National Health (Affinity) [CD: Charly/Spalax]
- 1978 National Health: Of Queues And Cures (Charly) [CD: Charly/Spalax]
- 1978 Bill Bruford: Feels Good To Me (EG Records) [CD:EG/Winterfold nel 2005]
- 1979 Bruford: One Of A Kind (EG Records) [CD:EG/Winterfold nel 2005]
- 1979 Bruford: The Bruford Tapes (EG Records) [CD:EG/Winterfold nel 2005]
- 1980 Hatfield and the North: Afters (Virgin) [CD nel 1987], compilation con brani inediti
- 1980 Bruford: Gradually Going Tornado (EG Records) [CD]
- 1982 National Health: D.S. Al Coda (Europa) [CD: Voiceprint nel 1995]
- 1983 Peter Blegvad: The Naked Shakespeare (Virgin) [CD]
- 1987 Phil Miller: [feat. In Cahoots] Cutting Both Ways (Impetus/Cuneiform) [CD: Cuneiform nel 1989]
- 1987 Phil Miller [feat. In Cahoots]: Split Seconds (Reckless) [CD]
- 1996 National Health: Missing Pieces (East Side Digital) [CD], compilation di brani inediti
- 1996 Jakko Jakszyk: Are My Ears On Wrong? (Resurgence) [CD]
- 1997 Jakko Jakszyk: The Road To Ballina (Resurgence) [CD]
- 1998 Pip Pyle: 7 Year Itch (Voiceprint Records VP198CD)
- 2006 Jakko Jakszyk: The Bruised Romantic Glee Club (Iceni) [2CD]
- 2007 Phil Miller [feat. In Cahoots]: Conspiracy Theories (MoonJune Records MJR013)
- 2015 Gavin Harrison: Cheating the Polygraph
- 2016 Dizrythmia: Too

### Nel Duo Dave Stewart - Barbara Gaskin

#### Singoli
- 1981 It's My Party (Broken)
- 1982 Johnny Rocco (Broken)
- 1983 Siamese Cat Song (Broken)
- 1983 Busy Doing Nothing (Broken)
- 1983 Leipzig (Broken)
- 1984 I'm In a Different World (Broken)
- 1986 The Locomotion (Broken)
- 1992 Walking the Dog (Line)
- 2009 Hour Moon (EP) (Broken)

#### Album
- 1986 Up from the Dark (Rykodisc RCD 10011), compilation
- 1987 Broken Records - The Singles (MIDI Records)
- 1988 As Far as Dreams Can Go (MIDI Records)
- 1989 The Big Idea (Rykodisc RCD 2017)
- 1991 Spin (Rykodisc RCD 20213)
- 1993 Selected Tracks (Musidisc), compilation
- 2009 Green and Blue (Broken Records BRCDLP-05)
- 2009 The TLG Collection (Broken Records BRCDLP-06)
- 2010 Broken Records - The Singles (Special Edition) (Broken Records BRCDLP-01)
- 2010 As Far as Dreams Can Go (Special Edition) (Broken Records BRCDLP-02)
- 2011 The Big Idea (Special Edition), (Broken Records BRCDLP-03)
- 2011 Spin (Special Edition) (Broken Records BRCDLP-04)
- 2018 Star Clocks (Broken Records BRCDLP-07)

## Filmografia
- 2015 – Romantic Warriors III: Canterbury Tales

## Opere
- Introducing the Dots: Reading & Writing Music for Rock Musicians, 1980 (in seguito ripubblicato con il titolo The Musician's Guide To Reading & Writing Music, 1993, Backbeat Books, ISBN 0879302739)
- The Musician's Guide to Reading and Writing Music (2ª edizione), 1999, Miller Freeman Books, ISBN 0879305703
- Inside the Music: Guide to Composition, 1999, Miller Freeman Books, ISBN 0879305711
- Copious Notes (scritto con Antony Vinall e Mont Campbell), 2007, Egg Archive